# Große Freiheit bei Plaue
Große Freiheit bei Plaue este o arie protejată (arie specială de conservare — SAC, sit de importanță comunitară — SCI) din Germania întinsă pe o suprafață de 78,21 ha, integral pe uscat.

## Localizare
Centrul sitului Große Freiheit bei Plaue este situat la coordonatele 52°24′52″N 12°24′12″E / 52.4144°N 12.4033°E.

## Înființare
Situl Große Freiheit bei Plaue a fost declarat sit de importanță comunitară în septembrie 2000 pentru a proteja 48 de specii de animale. Situl a fost protejat și ca arie specială de conservare în februarie 2003.

## Biodiversitate
Situată în ecoregiunea continentală, aria protejată conține 5 habitate naturale: Lacuri eutrofice naturale cu vegetație de tip Magnopotamion sau Hydrocharition, Liziere de ierburi înalte hidrofile de câmpie și de nivel montan până la alpin, Pajiști aluvionare inundabile, de Cnidion dubii, Păduri de stejar sau de stejar și carpen sub-atlantice și medio-europene de Carpinion betuli, Păduri acidofile de stejar bătrân cu Quercus robur pe câmpii nisipoase.
La baza desemnării sitului se află mai multe specii protejate:
- păsări (44): lăcar-de-mlaștină (Acrocephalus palustris), lăcar-de-lac (Acrocephalus scirpaceus), pițigoi codat (Aegithalos caudatus), pescăruș albastru (Alcedo atthis), rață mică (Anas crecca crecca), Anas platyrhynchos platyrhynchos, rață cârâitoare (Anas querquedula), gâscă cenușie (Anser anser), fâsă roșiatică (Anthus cervinus), buhai de baltă (Botaurus stellaris stellaris), cânepar (Carduelis cannabina), sticlete (Carduelis carduelis), florinte (Carduelis chloris), înăriță (Carduelis flammea), Columba palumbus palumbus, cioară neagră (Corvus corone corone), cuc (Cuculus canorus), ciocănitoare pestriță mare (Dendrocopos major), muscar negru (Ficedula hypoleuca), cinteză (Fringilla coelebs), Fulica atra atra, becațină comună (Gallinago gallinago), gaiță (Garrulus glandarius), Grus grus grus, frunzăriță galbenă (Hippolais icterina), grelușel-de-zăvoi (Locustella luscinioides), privighetoare (Luscinia megarhynchos), codobatură galbenă (Motacilla alba), grangur (Oriolus oriolus), Parus caeruleus, pițigoi mare (Parus major), pitulice de munte (Phylloscopus collybita), pitulice-fluierătoare (Phylloscopus trochilus), Podiceps nigricollis nigricollis, brumăriță de pădure (Prunella modularis), Rallus aquaticus aquaticus, cănăraș (Serinus serinus), graur (Sturnus vulgaris), silvie cu cap negru (Sylvia atricapilla), silvie de zăvoi (Sylvia borin), silvie-mică (Sylvia curruca), corcodel mic (Tachybaptus ruficollis), pănțărușul (Troglodytes troglodytes), mierlă (Turdus merula)
- amfibieni (1): triton cu creastă (Triturus cristatus)
- mamifere (2): castor (Castor fiber), vidră de râu (Lutra lutra)
- pești (1): țipar (Misgurnus fossilis)

Pe lângă speciile protejate, pe teritoriul sitului au mai fost identificate 8 specii de plante, 6 specii de păsări, 1 specie de reptile.